# 埃桑
埃桑（法語：Eysins）是瑞士联邦西部法语区的沃州下设的一个镇。在行政上属于尼永区管辖。埃桑的总面积为2.38平方公里。截至2010年底，总人口为1,253。